# 桑島海空
桑島 海空（くわじま みく、2004年7月1日 - ）は、日本のタレント、グラビアアイドル。seju所属。

## 概要
2022年11月28日発売の『週刊ヤングマガジン』52号でグラビアアイドルデビューし、ショートカットの美女として注目を集める。後日「ヤンマガWeb」にて公開されたオフショットは、同サイトの歴代最高PVを記録した。
翌2023年には、3月27日発売の『週刊ヤングマガジン』17号の表紙・巻頭グラビアに登場。高校生としてラストとなるグラビアであった。
同年11月、『獄窓の雪―帝銀事件―』で舞台初挑戦。
同年12月18日、集英社のデジタルコンテンツから選出される「グラジャパ!アワード2023」で最優秀新人賞受賞。

## 人物
- 趣味はハリウッド作品などの海外映画を見ること[1]。
- 特技はTikTok、絵を描くこと[1]。

## 出演

### ドラマ
- クールドジ男子 第1話（2023年4月15日、テレビ東京）

### 舞台
- 獄窓の雪―帝銀事件―（2023年11月2日 - 14日、すみだパークシアター倉）[5][6]

## 作品

### 写真集
- SUMMER OF LOVE（2024年6月5日、講談社、撮影：LUCKMAN）ISBN 978-4065356807[8]

### デジタル写真集
- 海と空とJK（2023年1月16日、集英社［週プレ PHOTO BOOK］、撮影：栗山秀作）[9]
- ヤンマガアザーっす！＜YM2022年52号未公開カット＞（2023年3月24日、講談社［ヤンマガデジタル写真集］、撮影：Takeo Dec.）[10]
- ショートカットで世界征服（2023年5月8日、集英社［週プレ PHOTO BOOK］、撮影：佐藤佑一）[11]
- ヤンマガアザーっす！＜YM2023年17号未公開カット＞（2023年6月2日、講談社［ヤンマガデジタル写真集］、撮影：Takeo Dec.）[12]
- 忘れない夏（2023年8月25日、講談社［FRIDAYデジタル写真集］、撮影：西田幸樹）[13]
- Eternal Summer〜prologue〜（2023年9月25日、集英社［週プレ PHOTO BOOK］、撮影：青山裕企）[14]
- ヤンマガアザーっす！＜YM2023年35号未公開カット＞（2023年10月13日、講談社［ヤンマガデジタル写真集］、撮影：LUCKMAN）[15]
- スノーマジックのあとで――（2023年12月1日、白夜書房［DOLCEデジタル写真集］、撮影：LUCKMAN）[16]
- ショートカットの絶対的エース（2024年2月5日、集英社［週プレ PHOTO BOOK］、撮影：桑島智輝）[17]
- seju4姉妹（2024年2月5日、集英社［週プレ PHOTO BOOK］、撮影：桑島智輝）共演：大熊杏優、紀内乃秋、本郷柚巴[18]
- ヤンマガアザーっす！＜YM2024年6号未公開カット＞（2024年3月22日、講談社［ヤンマガデジタル写真集］、撮影：LUCKMAN）[19]
- 海空ちゃんのいろいろ（2024年7月1日、秋田書店［月チャンデジグラ］）
- 小麦色のヴィーナス（2024年9月3日、双葉社［漫画アクションデジタル写真集］、撮影：HIROKAZU）[20]
- ラスト・サマー・ビキニ（2024年10月25日、白夜書房［DOLCEデジタル写真集］、撮影：熊谷貫）
- ヤンマガアザーっす！＜YM2024年48号未公開カット＞（2024年1月24日、講談社［ヤンマガデジタル写真集］、撮影：カノウリョウマ）共演：佐々木ほのか[21]